# Crysis Warhead
Crysis Warhead (произносится [ˈkɹʌɪsɪs ˈwɔ(ɹ)ːhɛd], англ. warhead — «боеголовка») — компьютерная игра, самостоятельное дополнение для научно-фантастического шутера от первого лица Crysis, выпущенного в ноябре 2007 года. Дополнение разработано дочерней студией немецкой компании Crytek Crytek Budapest эксклюзивно для PC. Издателем выступает компания Electronic Arts. Crysis Warhead также распространяется через интернет-сервис цифровой дистрибуции Steam, разработанный и поддерживаемый американской компанией Valve. Релиз игры состоялся 18 сентября 2008 года во всём мире, а также через Steam.
Вместе с Crysis Warhead в одной упаковке поставляется Crysis Wars — полностью отделённая от Crysis Warhead игра, которая поставляется на отдельном диске, имеет отдельный инсталлятор и логотип. Разработчики отделили однопользовательскую игру от многопользовательской: весь синглплеер вынесен в Crysis Warhead, а мультиплеер — в Crysis Wars. Поэтому возможно установить Crysis Warhead, не устанавливая Crysis Wars, и наоборот. Однако пользователи не имеют возможности купить эти игры по отдельности ни через розничную продажу, ни через Steam. Дизайн уровней, режиссура, дополнительный контент для Crysis Warhead были сделаны будапештским филиалом Crytek — Crytek Budapest, в то время как Crysis Wars разработан исключительно центральным офисом Crytek во Франкфурте-на-Майне.
Crysis Warhead является второй выпущенной игрой в серии Crysis. Игра является полностью самостоятельным дополнением к игре Crysis, поэтому для установки Crysis Warhead не нужен оригинал. Хотя Crysis и разрабатывался как трилогия, однако Crysis Warhead не является второй её частью; он является спин-оффом, «боковым» ответвлением истории, преподнесённой в Crysis. События в Crysis Warhead развиваются параллельно событиям оригинала на тех же самых островах Лингшан в Филиппинском море возле побережья Китая. В Crysis Warhead протагонистом является американский спецназовец британского происхождения сержант Майкл Сайкс (англ. Michael Sykes) с позывным именем Псих (англ. Psycho). Он также был одним из центральных персонажей в Crysis и состоял в отряде «Хищник» вместе с Кочевником (англ. Nomad), протагонистом в Crysis.

## Игровой процесс
Crysis Warhead — шутер от первого лица с классическим для этого жанра управлением. Игровой персонаж имеет стандартную для всех шутеров возможность двигаться в четырёх направлениях, а также наклонятся, прыгать, приседать, двигаться ползком, ускоренно бежать. Каждый режим движения и положение протагониста влияют на поведения оружия: например, в режиме бега при стрельбе присутствует существенный разброс пуль, а в положении «лёжа» разброс пуль минимальный.
В Crysis Warhead протагонист имеет возможность одновременно переносить до четырёх видов ручного оружия. Почти каждый экземпляр оружия имеет режим «точного прицеливания», при котором прицеливание осуществляется не через абстрактный «прицел» в центре экрана, а через открытые прицельные приспособления (целик, мушка) или через разные оптические прицелы, смонтированные на самом оружии. В Crysis Warhead, как и в Crysis, присутствует возможность модифицировать оружие, подстраивая его под разные стили боя в разных условиях. На оружие можно поставить оптические прицелы, подствольные гранатомёты, глушители, тактические фонари и прочие модификации, которые наиболее подходят под ситуацию.
Главной особенностью геймплея игры, которая отличает Crysis Warhead и Crysis от других игр в жанре шутеров, продолжает быть нанокостюм, в который одет главный герой. Кроме защиты тела от ранений, нанокостюм способен распределять свою энергию для придания определённых способностей своему носителю.
Несмотря на то, что Crysis Warhead является дополнением Crysis, его геймплей частично отличается от геймплея оригинала. Crysis предоставлял свободный геймплей, при котором цели можно было достичь разными путями и методами. Дизайн уровней был нелинейным, вражеские базы можно было штурмовать с разных направлений. Однако свобода и достаточно высокий реализм были поставлены в ущерб экшену. После выхода Crysis множество рецензентов отмечали кампанию и прохождение игры как «занудное», скучное, неинтересное, вялое. «…сюжет чересчур напыщен, а некоторые моменты слишком затянуты» — писали рецензенты журнала «Игромания» в своём обзоре Crysis. «Единообразие окружения и противников в „корейской“ части игры» журналисты GameTech оценили как досадный минус игры. Поэтому в Crysis Warhead разработчики решили немного сменить стиль геймплея, сделав его более активным, насыщенным событиями и линейным; дизайн уровней стал намного более линейным, коридорным. «Дизайнеры променяли „песочницу“ на экшен, но не в силах предложить ничего нового тем, кто прошёл Crysis», — пишут об изменении геймплея в Crysis Warhead журналисты Absolute Games. «Crysis Warhead является довольно прямолинейной игрой, причём в некоторых моментах настолько линейной, что чувствовалась схожесть с Doom 3, а не Crysis», — пишут обозреватели портала Game Revolution.
Искусственный интеллект (AI) врагов был улучшен по сравнению с Crysis. Особенно сильно был улучшен интеллект инопланетян. Враги могут замечать игрока не только визуально, но и по звуку. Боты способны услышать шаги протагониста или другой шум, создаваемый им, а также звуки выстрелов. Ещё одной способностью ботов является работа в команде.
Несмотря на некоторую переориентацию геймплея, Crysis Warhead в целом наследует основные геймдизайнерские решения Crysis.

### Нанокостюм
По своей функциональности нанокостюм из Crysis Warhead полностью идентичен нанокостюму в Crysis. Лишь внешний вид был немного изменён — нанокостюм Психа является немного поцарапанным и повреждённым. Также немного был подправлен баланс нанокостюма.

### Оружие
В Crysis Warhead присутствует почти всё оружие из Crysis, кроме MOAC (Молекулярный ускоритель пришельцев). Также появилось множество нового оружия, большая часть которого в Crysis была доступна только в мультиплеере, и несколько полностью новых видов вооружения.
Игроку доступна стандартная гамма оружия, присущая большинству шутеров от первого лица. Сюда входит как обычное вооружение (пистолет, две автоматические винтовки, дробовик и другие), так и научно-фантастическое (винтовка Гаусса). Всё оружие может быть изменено с помощью соответствующих «насадок» (гаджетов, приспособлений); эти приспособления могут быть даны игроку по умолчанию, получены с подобранного оружия или куплены в многопользовательской игре. Однажды приобретённые, они могут быть удалены только через смерть или скриптовую потерю инвентаря во время развития сюжета в однопользовательском режиме, например. Если во время нормальной игры игрок прицепляет фонарик к своей винтовке, которую потом выбрасывает, то это не считается потерей и данное приспособление будет доступно в будущем.
Модификация (изменение, апгрейд, но совсем не обязательно улучшение) оружия разными насадками возможна благодаря рельсовой системе направляющих (англ. RIS – Rail Interface System), которая вмонтирована в каждый экземпляр используемого оружия. В частности, используются планки Пикатинни (англ. Picatinny Rail), которые в действительности присутствуют во многих современных образцах оружия. В оружии есть 4 точки крепления, куда могут быть прикреплены насадки: верхняя (надствольная) направляющая, нижняя (подствольная) направляющая, дуло и крепление слева от ствола. Таким образом, некоторые приспособления не могут быть совмещены; например, невозможно использовать одновременно подствольный гранатомёт и транквилизатор, или фонарь и лазерный целеуказатель. Некоторые виды оружия не имеют некоторых направляющих ввиду конструктивных особенностей; например, дробовик не имеет подствольной направляющей; соответственно, на него невозможно установить подствольный гранатомёт.
Опции приспособлений дают большое количество вариантов модификации основного оружия, даже если результат этого изменения может казаться странным. Например, оптический прицел переменной кратности 4x/10x может быть прицеплен к дробовику, стреляющему картечью на ближние дистанции.
Дополнительно, в большей части оружия возможно изменение режима огня (например, стрельба одиночными и очередями). Crysis Warhead также включает некоторые возможности, которые появились в других недавних шутерах, например, возможность броска гранаты без её предыдущего выбора в меню и изменение силы броска гранаты.
В мультиплеерном режиме оригинального Crysis присутствовали виды ручного оружия, которые полностью отсутствовали в одиночной кампании. Разработчики Crysis Warhead перенесли часть этого оружия в одиночную кампанию. Вместе с тем было добавлено несколько полностью новых видов ручного оружия.
Оружие, перенесённое из мультиплеера Crysis
- Противотанковая мина (англ. AT mine) — полный аналог мины из мультиплеера в Crysis. Используется против любых видов наземных транспортных средств.
- Противопехотная мина (мина Клеймора) — полный аналог мины из мультиплеера в Crysis. Используется против любых видов вражеской пехоты.
- Плазменная пушка (англ. PAX — Plasma Accumulator Cannon) — вымышленная экспериментальная разработка американских учёных, стреляющая плазменными зарядами. Имеет неограниченное количество боеприпасов, которые регенерируются через некоторое время после выстрела. Данное оружие используется протагонистом лишь один раз в самом конце игры. Несмотря на то, что в Crysis не было аналогичного оружия, сама модель плазменной пушки является почти полной копией тактической атомной пушки (англ. TAC-gun) из Crysis[14].
- Электромагнитная граната — вымышленный боеприпас, полный аналог наногранаты (англ. nano disrupter) из мультиплеера Crysis. Используется для вывода из строя нанокостюмов на некоторое время, а также для отключения силовых полей пришельцев.

Полностью новое оружие
- Пистолет-пулемёт AY-69[17]. Лёгкий одноручный пистолет-пулемёт. AY-69 занимает ту же ячейку в инвентаре протагониста, что и пистолет SOCOM, поэтому невозможно носить с собой пистолет и AY-69 одновременно. Варианты модификации для AY-69 совпадают с пистолетом SOCOM: пистолетный глушитель, оружейный (тактический) фонарик и лазерный прицел. Как и для SOCOM, в игре присутствует возможность стрельбы двумя AY-69 одновременно с двух рук (стрельба по-македонски). AY-69 хорошо виден в руках Психа (протагониста) на обложке игры; он является своеобразным символом игры, подчёркивая характер и темперамент Психа, а также сам стиль геймплея Crysis Warhead[14][18][19].

### Транспортные средства
В Crysis Warhead присутствуют транспортные средства, большинство из которых доступны для управления игроку. Во всех транспортных средствах (пикапах, хаммерах и даже танках) есть режим ускорения, который активируется нажатием клавиши ускорения.
Колёсные транспортные средства имеют зональную систему повреждений, что наиболее заметно на примере простреливаемых шин. В гусеничных транспортных средствах, таких как танки или БМП, возможно уничтожение гусениц. Также можно выстрелить во внешние топливные канистры для их детонации и последующего подрыва транспортного средства; пылающий остов будет оказывать ущерб всем объектам поблизости своей высокой температурой. Даже если все шины транспортного средства пробиты, оно всё ещё может медленно ехать на ободах колёсных дисков. То же самое относится к гусеничным транспортным средствам, в которых уничтожены гусеницы. К средствам, которые есть в игре, но не могут использоваться игроком, относятся реактивный самолёт, экскаватор и большие суда. Сюда относятся и все инопланетные средства.
Находясь внутри транспортного средства, игрок имеет возможность обзора как от первого, так и от третьего лица. В режиме третьего лица имеется возможность отдалять и приближать виртуальную камеру. По сравнению с Crysis, в Crysis Warhead была убрана возможность поворачивать виртуальную камеру обзора влево и вправо на 45° от линии направления движения транспорта.
В Crysis Warhead была значительно улучшена физика транспортных средств. Физика транспортных средств в Crysis была довольно недоработанной и несовершенной. Поэтому исправление и доработка физики стало одним из приоритетов разработчиков Crysis Warhead, о чём они сообщили ещё 31 июля 2008 года в Crysis Monthly Update #3. Об этом сразу же заметили обозреватели после выхода Crysis Warhead. «Зато управление техникой здорово доработали. Транспортные средства уже не ведут себя консервными банками на колёсах. Они хорошо слушаются руля», — пишут журналисты GameTech.
По сравнению с Crysis, из кампании Crysis Warhead убрано или сделано недоступным для игрока значительное количество техники. Так, значительное количество транспорта, такого как гражданские пикапы и все виды водного и воздушного транспорта, и вовсе убрано из игры.
В мультиплеерном режиме оригинального Crysis присутствовали виды транспорта, которые полностью отсутствовали в одиночной кампании. Разработчики Crysis Warhead перенесли часть этого транспорта в одиночную кампанию. Вместе с тем было добавлено несколько полностью новых видов транспортных средств.
Транспортные средства, перенесённые из мульптиплеера Crysis
- Судно на воздушной подушке — в игре используется протагонистом только один раз — во время погони за контейнером по замороженному побережью. От аналогичного судна на воздушной подушке из мультиплеера в Crysis этот экземпляр отличается отсутствием пулемёта и несколько изменённым дизайном.

Полностью новые транспортные средства
- ASV (Armored Scout Vehicle) Anti-Infantry (рус. Бронированная противопехотная разведывательная машина) — бронированная разведывательная противопехотная машина. ASV является четырёхколёсным двухосным транспортным средством массой 9,5 тонн, экипаж которого состоит из трёх человек — водителя, стрелка и пассажира. Этот легкобронированный джип имеет на вооружении миниган (шестиствольный скорострельный пулемёт системы Гатлинга), который обладает чрезвычайно высокой скорострельностью, но низкой точностью и дальнобойностью. Вследствие низкой точности и высочайшей скорострельности этого пулемёта ASV является идеальным для борьбы на ближних расстояниях. Лёгкая броня машины почти неуязвима обычным стрелковым оружием, однако массированный огонь из пулемётов, ручные гранаты и гранатомёты являются смертельной угрозой для ASV. Однако именно благодаря лёгкой броне машина является довольно быстрой и маневренной. ASV Anti-Infantry эффективна против любых видов стрелковой пехоты и небронированной техники[19][20].
- ASV (Armored Scout Vehicle) Anti-Vehicle (рус. Бронированная противотранспортная разведывательная машина) — бронированная разведывательная противотранспортная машина, аналог ASV Anti-Infantry, который отличается от противопехотной версии лишь вооружением. ASV является четырёхколёсным двухосным транспортным средством массой 9,5 тонн, экипаж которого состоит из трёх человек — водителя, стрелка и пассажира. Этот легкобронированный джип имеет на вооружении 20-мм автоматическую пушку, которая обладает низкой скорострельностью, но очень высокой точностью и дальнобойностью. Вследствие высокой точности этой пушки ASV является идеальной для борьбы на средних и дальних расстояниях. Лёгкая броня машины почти неуязвима обычным стрелковым оружием, однако массированный огонь из пулемётов, ручные гранаты и гранатомёты являются смертельной угрозой для ASV. Однако именно благодаря лёгкой броне машина является довольно быстрой и маневренной. ASV Anti-Vehicle крайне эффективна против всех видов небронированной и легкобронированной техники[22][23].

### Интерактивность
Интерактивность игрового окружения в игре Crysis Warhead аналогична интерактивности в Crysis и, по сравнению с большинством шутеров, находится на очень высоком уровне. В игре присутствует множество элементов виртуального мира, относящихся к разрушаемому окружению. Игрок может взаимодействовать со множеством разнообразных предметов окружения, таких как: бочки, ящики, ветки, стволы деревьев, булыжники, различные животные, посуда, станки, обрывки бумаги и т. д. Вещи и предметы можно поднимать, класть, бросать (с режимом силы и без) и использовать в качестве оружия ближнего боя. Лёгкие хижины возможно полностью разрушить, деревья можно рубить огнестрельным оружием или кулаками в режиме силы, а листья и лёгкие ветки прогибаются, когда игрок задевает их при передвижении. Новинкой Crysis Warhead по сравнению с Crysis стало изменение поведения растительности в условиях очень низких температур. Теперь при низких температурах изменяется хрупкость материалов, вследствие чего растительность внутри «ледяной сферы» реагирует на воздействия иначе, чем растительность вне её. Несмотря на обширные возможности, игра никак не обязывает игрока к использованию интерактивных объектов: иной человек может пройти Crysis, вообще не заметив подобной проработки мира. Это позволяет отнести проект к играм-песочницам, которые дают игроку базис для внесценарных экспериментов.
Для создания столь высокого уровня интерактивности и столь обширного разрушаемого окружения Crytek использует многопоточный физический движок собственной разработки CryPhysics, который тесно интегрирован с игровым движком CryEngine 2 и является его подсистемой. В игре отсутствует физика Ragdoll, хотя она поддерживается движком и даже включена в его официальную спецификацию. Очевидно, это связано с желанием разработчиков уменьшить возрастные рейтинги игры.

### Уровни сложности
В игре присутствует четыре уровня сложности: лёгкий (англ. easy), средний (англ. medium), тяжёлый (англ. hard) и дельта (англ. delta). В большинстве шутеров увеличения уровня сложности ведёт, как правило, к увеличению реакции и меткости врагов, к увеличению повреждений, наносимых врагами, и к уменьшению запаса здоровья протагониста. В Crysis Warhead, помимо всего этого, с изменением уровня сложности изменяется HUD, что напрямую ведёт к изменению геймплея. Кроме того, при выборе максимального уровня сложности враги начинают разговаривать между собой по-корейски.
Так, на самом лёгком уровне сложности все враги обводятся красными контурами, гранаты — рамками, возможно ездить на транспортном средстве и одновременно стрелять из турели, установленной на нём. На самом тяжёлом уровне сложности все эти особенности исчезают, а также пропадает перекрестье прицела. Таким образом Crysis Warhead становится похож на тактический шутер.

## Сюжет

### Общее описание и анализ сюжета
Сюжет и сценарий в Crysis часто критиковались как неравномерные, неинтересные, скучные, штампованные и предсказуемые. Поэтому Crytek решила сделать сюжет в Crysis Warhead своеобразной работой над ошибками сюжета Crysis. Сценарий к Crysis Warhead создали Мартин Ланкастер (англ. Martin Lancaster) и Тимоти Парлетт (англ. Timothy Parlett), которые также разработали сценарий для Crysis, однако в качестве сюжетного консультанта сценариста была приглашена Сьюзан О’Коннор (англ. Susan O Connor), которая работала над сюжетами таких игр, как Gears of War, Bioshock, Blacksite: Area 51.
В Crysis Warhead изменился сам подход к сюжету. Сюжет стал более динамичным, активным, насыщенным и быстро развивающимся по сравнению с оригиналом. Если в Crysis все скриптовые внутриигровые сюжетные ролики (сцены) были выполнены от первого лица и игрок не мог видеть своего протагониста, то в Crysis Warhead все они идут от третьего лица, давая игроку возможность обозревать все действия Психа. В Crysis Номад (протагонист) был довольно молчалив и немногословен; в Crysis Warhead Псих нормально общается со всеми персонажами как во время сюжетных сценок, так и прямо во время игры. Изменена продолжительность роликов: если в Crysis их длительность редко превышала одну минуту, то в Crysis Warhead длительность вступительного и финального роликов составляет около десяти минут.
Ещё одной особенностью сюжета Crysis Warhead по сравнению с Crysis является наличие межуровневых звуковых сюжетных вставок. Данные вставки находятся между игровыми уровнями и являются короткими отрывками аудиозаписей. На этих записях освещается неизвестный инцидент, произошедший четыре года назад до проходящих в игре событий; на записях присутствуют голоса Психа (протагониста Crysis Warhead), Номада (протагониста Crysis) и О’Нила (одного из главных персонажей Crysis Warhead).

### Завязка сюжета
Поскольку Crysis Warhead является дополнением Crysis и события дополнения проходят в то же время, что и события оригинала, все предсюжетные события в Crysis Warhead являются идентичными событиям в Crysis.
События в игре развиваются параллельно событиям, происходившим в Crysis, но в другой части острова. Протагонистом в игре является один из самых заметных и центральных персонажей оригинала — сержант Майкл Сайкс (англ. sergeant Michael Sykes) по кличке Псих (англ. Psycho), британец по происхождению.
События Crysis и Crysis Warhead разворачиваются в недалёком будущем, на вымышленных островах Лингшан в Филиппинском море. Согласно сюжету игры, эти острова уже не первый раз волнуют общественность конфликтами, развивающимися на их территории. 14 августа 2020 года, по сюжету игры, правительство США для спасения археологов отправляет на остров Лингшан спецподразделение «Хищник» (англ. Raptor) в составе пяти бойцов спецотряда Дельта под командованием майора Бернса (позывной «Пророк»). Остальные члены отряда: «Ацтек», «Шут», «Псих» и «Кочевник». Штаб под командованием адмирала Мориссона базируется на авианосце «Конституция» при поддержке кораблей сопровождения. Вся боевая группа находится в непосредственной близости от острова, но сохраняет безопасную дистанцию, дабы не провоцировать корейцев.

### Непосредственное развитие сюжета в игре
В игре присутствует 7 игровых уровней. Каждый уровень представлен одной неделимой локацией. После окончания текущего уровня идёт загрузка следующего. Внутри самих уровней загрузок нет, так как подгрузка игровых данных осуществляется динамически.

#### Вступительный ролик и краткие предпосылки
Как и в Crysis, в Crysis Warhead игра начинается со вступительного кинематографического пререндеренного ролика, однако если в Crysis данный ролик демонстрировал лишь игровой геймплей, то в Crysis Warhead он является полноценной частью сюжета. В конце четвёртого уровня в Crysis майор Стриклэнд говорит Номаду, что он отправляет Психа в помощь группе «Альфа». Вступительный ролик начинается с изображения данной группы, которая движется на грузовиках и джипах в неизвестном направлении (но вглубь острова) и с неизвестной целью. Неожиданно на автоколонну нападают корейские войска. После отражения их атаки группа снова подвергается атаке. С наступлением ночи всех уцелевших вместе с Психом забирает американский VTOL (англ. Vertical Take-Off and Landing — рус. Самолёт вертикального взлёта и посадки), однако его подбивает вражеская зенитная артиллерия. Ролик заканчивается падением данного VTOL’а.

#### Зовите меня Измаил (Call me Ishmael)
События в начале первого уровня начинаются сразу же после окончания вступительного ролика. Псих вылезает из разбитого VTOL’а и в одиночку движется по местности, пока ему на пути не встречается корейский вертолёт, транспортирующий неизвестный контейнер. С Психом сразу же связывается начальник штаба Эмерсон и говорит ему, что в контейнере находится ядерная боеголовка и его новой миссией становится её захват. Кроме того, процессом транспортировки данного груза руководит полковник Ли (англ. colonel Lee). Двигаясь по дороге к побережью, Псих связывается с Шоном О’Нилом (англ. Sean O'Neill), пилотом истребителя F-35C, который является его старым добрым другом. Выйдя к побережью, Псих становится свидетелем массированной бомбардировки острова и вражеских кораблей. «Зачистив» деревню от вражеских солдат, он становится свидетелем того, как два корейских истребителя подбивают истребитель с О’Нилом, который впоследствии падает в глубине острова.

#### Береговой отпуск (Shore Leave)
«Ледяная сфера» — вымышленный процесс, присущий миру Crysis, результат работы механизмов пришельцев. Представляет собой область пространства в виде полусферы, внутри которой температура достигает приблизительно −200 °F (-129 °С). Ледяная сфера имеет чётко выраженные края; сразу за пределами вне сферы пространство не подвержено никаким инопланетным воздействиям. Расширение сферы проходит почти моментально, и температура падает до −128 °C также почти моментально, мгновенно замораживая всё вокруг. Концепция ледяной сферы впервые появилась в игре Crysis 2007 года выпуска и присутствует в её дополнении — Crysis Warhead.
Эмерсон даёт Сайксу задание снять камеру с упавшего истребителя О’Нила. Выполнив задание и встретив выжившего пилота, они движутся по побережью к порту, в гавани которого находится подводная лодка, готовая забрать контейнер с острова. Уничтожив персонал и охрану порта под прикрытием О’Нила на VTOL’е, Псих залезает в трюм подлодки, где обнаруживает контейнер. Обнаруживается, что груз — вовсе не ядерная боеголовка, а инопланетный механизм, аналогичный тому, который несколько раз атаковал отряд «Хищник». Неожиданно инопланетный робот генерирует электромагнитный импульс, который «вырубает» Психа. Очнувшись, Псих оказывается в плену у полковника Ли. Полковник даёт приказ убить Сайкса, однако, прежде чем корейский солдат успел застрелить Психа, происходит неожиданное мгновенное расширение ледяной сферы, вследствие чего корейцы моментально замораживаются.
Данный уровень «Береговой отпуск (англ. Shore Leave)» был первым уровнем, который демонстрировался Crytek на разных выставках и показах. Он детально описан в Crysis Monthly Update #3. Однако предполагалось, что Shore Leave будет первым уровнем в игре, а не вторым. Ещё 8 июля 2008 года, в преддверии выставки E3, которая должна была пройти в Лос-Анджелесе, разработчики Crysis Warhead предоставили возможность журналисту сайта IGN Джейсону Окампо поиграть в Shore Leave и снять три видеоролика.

#### Приспособься или исчезни (Adapt or Perish)

Уровень «Приспособься или исчезни». Псих вместе с отрядом американского спецназа «Орёл» на покинутой корейской базе сражается с гигантским инопланетным механизмом, перегородившим вход в туннель. В руках у Психа виден барабанный гранатомёт FGL-40, который является новым оружием, добавленным в дополнение. В центре изображения — пришелец в момент выстрела из энергетической пушки.

Придя в себя и оглядевшись, Псих видит замороженные тела корейских солдат. Он находится внутри ледяной сферы, температура которой достигает −200 °F (-129 ° С). Он выжил только благодаря своему нанокостюму, который поддерживает температуру тела носителя на нужном уровне. Выбравшись из трюма подлодки, Сайкс преследует полковника Ли, увозящего груз. Во время своего преследования он видит последствия обморожения и отчаянную схватку корейской армии с инопланетными механизмами. Ли отрывается от преследования со стороны Психа, после чего Эмерсон даёт Психу новый приказ: объединиться с американским спецотрядом «Орёл» (англ. Eagle) и продвигаться вглубь острова. Встретив данный отряд спецназа, члены которого также экипированы нанокостюмами, они идут на покинутую корейскую военную базу, которая расположена вокруг входа в тоннель, идущего сквозь гору. Уничтожив гигантский инопланетный паукообразный механизм, отряд движется сквозь туннель.
Данный уровень, как и «Shore Leave», также часто демонстрировался игровым журналистам на различных мероприятиях, интервью и показах. Более того, российский журнал «Игромания» включил промежуток уровня, в котором Псих преследует Ли, в одну из трёх причин сыграть в Crysis Warhead: «Получасовой заезд по замерзшему океану среди кораблей, инопланетян и корейцев — самая яркая и зрелищная сцена Crysis Warhead. По степени художественного воздействия очень похоже на поездку в такси по Нью-Йорку из Alone in the Dark, только с нелинейностью и человеческой реакцией. В качестве бонуса — прыжки по застывшим волнам и поездка между двумя перевернутыми кораблями.» — пишут журналисты Игромании в рецензии на Crysis Warhead.

#### Замороженный рай (Frozen Paradise)
Пройдя через тоннель, спецназовцы выходят к побережью океана, на котором находится частично разрушенный американский авианосец, который вмерз в лёд и накренился. Авианосец и местность вокруг него захвачены корейцами, также часто местность атакуют инопланетяне. Псих в одиночку идёт в авианосец; бойцы отряда «Орёл» остаются в тоннеле. Проходя с боем сквозь палубы авианосца, Псих становится свидетелем трагической судьбы его экипажа, который мгновенно заледенел вследствие расширения ледяной сферы. Далее, выбравшись с авианосца, Псих движется через расщелины в горах к фабрике по переработке руды, которая расположена возле шахт. На фабрике уже находятся бойцы отряда «Орел». Пока один из них минирует вход в шахту, остальные вместе с Психом отбивают массированную атаку инопланетян. Очистив вход в шахту, Псих движется внутрь неё, снова в одиночку.
Как и с уровнем «Adapt or Perish», «Игромания» также отметила в рецензии данный уровень, а именно тот его отрезок, где Псих движется по авианосцу. «Бросок через огромный военный корабль — остроумный ответ Crytek на критику последнего уровня (в Crysis), который обвиняли в том, что Crysis скатывается в обычный коридорный шутер. Здесь немцы тоже забывают про свою фирменную нелинейность, но ничего страшного: полчаса в замершем авианосце — один из самых лучших моментов Warhead.» — пишут обозреватели «Игромании».

#### Ниже грома (Below the Thunder)
Оказавшись внутри горы, Псих движется по шахтам, пещерам и расщелинам, часть из которых образована вследствие тектонического движения горы. Здесь, под землей, замораживающее поле не действует, поэтому вскоре Псих встречает корейцев, которые отчаянно сражаются с инопланетянами. Пройдя с боем сквозь пещеры и шахты, он входит в подземный комплекс, из которого идут рельсовые пути на поверхность. Здесь Псих находит контейнер, который уже погружен на вагон и находится в составе поезда. Псих запрыгивает на поезд в тот момент, когда он уже выезжает на поверхность.

#### Из сердца ада (From Hell’s Heart)
На начале уровня, поезд, на крыше которого находится Псих, выезжает на поверхность. Железная дорога, по которой едет поезд, расположена возле внешнего края сферы, поэтому это пространство не заморожено. Псих отстреливается от вражеской техники, дотов и пехотинцев. По пути ему встречается О’Нил на VTOL’е, который прикрывает его из бортовых орудий. Эмерсон даёт задание переправить контейнер на главный авианосец США «Конституцию». Но VTOL О’Нила не оборудован средствами для подъёма, к тому же топливо на исходе, поэтому он временно улетает на базу для установки подъёмного снаряжения и пополнения топлива. Тем временем поезд выезжает на мост через реку и останавливается, так как путь через мост заблокирован другим поездом.
Далее игровой процесс заканчивается и начинается внутриигровая катсцена (англ. cutscene), ролик, созданный на движке игры. На вертолёте прилетает полковник Ли, держащий в плену американского солдата. Происходит стычка, в результате чего Ли забирает контейнер, а пленный погибает.

#### Вся ярость (All the Fury)
Псих узнаёт, что находится около аэродрома, на который перевезли контейнер; этот аэродром охраняется значительными силами корейской армии, бронетехникой и боевыми вертолётами. Атаковав аэродром и уничтожив значительное количество корейцев, Псих подходит к контейнеру. Однако Эмерсон докладывает, что VTOL не может сесть на аэродром без помощи наведения с авиадиспетчерской вышки, поэтому Псих с боем пробивается сквозь отряды корейцев на вышку и посылает сигнал. В этот момент неожиданно происходит массированная атака инопланетян, а место расположения контейнера «занято» гигантским инопланетным механизмом. Уничтожив его, он подходит к контейнеру. На этом моменте игрок теряет контроль над игровым процессом и включается финальная катсцена.
Прилетает О’Нил на VTOL’е для транспортировки контейнера на авианосец «Конституция». Неожиданно на них нападает Ли с несколькими солдатами. После драматической схватки Псих с О’Нилом улетают вместе с контейнером на «Конституцию», а раненый полковник остаётся на аэродроме: один против армады пришельцев.

## Мультиплеер Crysis Wars
В дополнение к одиночной (синглплеерной) кампании в Crysis Warhead, Crytek также выпустила отдельную игру Crysis Wars, в которую полностью перенесла весь многопользовательский режим. В дополнение к режимам Instant Action (дезматч) и Power Struggle, которые присутствовали в мультиплеере Crysis, в Crysis Wars появился новый режим — Team Instant Action (командный дезматч). Присутствует 21 карта. Для Instant Action и Team Instant Action используются одни и те же самые карты, так как меняются лишь правила игры. Для Power Struggle созданы отдельные карты. В Crysis Wars используются все 14 карт из мультиплеера Crysis, которые подверглись переработке и перебалансировки, а также 7 полностью новых карт. Crytek внесла изменения и в сам геймплей Crysis Wars, улучшив физику транспортных средств, баланс оружия и нанокостюма. Crysis Wars поставляется на отдельном диске, имеет отдельный от Crysis Warhead инсталлятор и логотип. Тем не менее, Crysis Wars распространяется в одной упаковке с Crysis Warhead, и покупатели не имеют возможности купить Crysis Warhead отдельно от Crysis Wars, и наоборот.

## Игровой движок
| Системные требования    | Системные требования                                                  | Системные требования                                    |
| ----------------------- | --------------------------------------------------------------------- | ------------------------------------------------------- |
|                         | Минимальные                                                           | Рекомендуемые                                           |
| Windows XP              |                                                                       |                                                         |
| ОС                      | Microsoft Windows XP SP2 (32- или 64-битная)                          | Microsoft Windows XP SP2 (32- или 64-битная)            |
| ЦПУ                     | Intel Pentium 4 2,8 ГГц, AMD Athlon 2800+                             | Intel Core 2 Duo E7300 2,66 ГГц                         |
| Объём ОЗУ               | 1 Gб                                                                  | 2 Gб                                                    |
| Место на диске          | 15Gб свободного дискового пространства                                | 15Gб свободного дискового пространства                  |
| Информационный носитель | DVD Double-Layer, Steam                                               | DVD Double-Layer, Steam                                 |
| Видеокарта              | NVidia GeForce 6800GT, ATI Radeon 9800Pro (минимум 256Мб видеопамяти) | NVIDIA GeForce 9800GT 512 Мб или аналогичная ATI Radeon |
| Звуковая плата          | DirectX 9.0c-совместимая                                              | DirectX 9.0c-совместимая                                |
| Устройства ввода        | клавиатура, компьютерная мышь                                         | клавиатура, компьютерная мышь, геймпад                  |
| Windows Vista           |                                                                       |                                                         |
| ОС                      | Microsoft Windows Vista (32- или 64-битная)                           | Microsoft Windows Vista (32- или 64-битная)             |
| ЦПУ                     | Intel Pentium 4 3,2 ГГц, AMD Athlon 3200+                             | Intel Core 2 Duo E7300 2,66 ГГц                         |
| Объём ОЗУ               | 1,5 Gб                                                                | 2 Gб                                                    |
| Место на диске          | 15Gб свободного дискового пространства                                | 15Gб свободного дискового пространства                  |
| Информационный носитель | DVD Double-Layer, Steam                                               | DVD Double-Layer, Steam                                 |
| Видеокарта              | NVidia GeForce 6800GT, ATI Radeon X800 (минимум 256Мб видеопамяти)    | NVIDIA GeForce 9800GT 512 Мб или аналогичная ATI Radeon |
| Звуковая плата          | DirectX 9.0c-совместимая                                              | DirectX 9.0c-совместимая                                |
| Устройства ввода        | клавиатура, компьютерная мышь                                         | клавиатура, компьютерная мышь, геймпад                  |

В Crysis Warhead по сравнению с Crysis был доработан и оптимизирован игровой движок CryEngine 2, а также было переработано большое количество моделей и текстур. Также была внедрена новая система освещения (англ. global ambient lighting system)
. Для выставления самых высоких настроек («Very High») не нужно использовать ОС Windows Vista и библиотеку DirectX 10, как в случае с Crysis. Самые высокие настройки, в отличие от Crysis, доступны и на Windows XP и на DirectX 9.
Неожиданностью для некоторых обозревателей стало то, что в Crysis Warhead убрана поддержка 64-битных (64-разрядных) операционных систем, которая присутствовала во всех предыдущих играх Crytek. Обозреватели сайта iXBT предположили, что её отсутствие в игре было связано с отсутствием подходящих для 64-битных систем программ защиты от копирования.
30 января 2009 года вышел патч 1.1 для Crysis Warhead, которой добавил в игру поддержку 64-разрядных систем.

## Редактор уровней и SDK
Ещё до выхода игры предполагалось, что редактор и SDK появятся в составе Crysis Warhead, однако 25 сентября 2008 года разработчики подтвердили, что инструменты для разработки модификаций отсутствуют в стандартной поставке игры.

20 марта 2009 года, приблизительно через полгода после выхода игры, был выпущен обновлённый Mod SDK и редактор уровней Sandbox 2, однако оказалось, что эти инструменты предназначены для Crysis Wars и не совместимы с Crysis Warhead. В секции вопросов и ответов (FAQ) разработчики так ответили на вопрос «Почему Crysis Wars Mod SDK только для Crysis Wars? Почему не для Crysis Warhead?»:
Ответ: Мы сделали это для того, чтобы установить фокусировку (сосредоточенность) нашего сообщества моддеров только на одной игре. Мы добавили поддержку как синглплеера, так и мультиплеера. Добавление синглплеера в Crysis Wars было намного более удобно и просто, чем добавление мультиплеера в Crysis Warhead. Наш отказ от выпуска редактора для Crysis Warhead также означает то, что сообществу моддеров не придётся постоянно разрабатывать уровни и модификации для двух игр; это привело бы к беспорядку, лишней работе, несовместимости и к другим проблемам в многих аспектах разработки.

## Саундтрек
Саундтрек Crysis Warhead сочетает музыку из оригинального Crysis, написанную Иноном Зуром, с работами старшего звукооформителя Crysis Warhead, композитора Петера Антовски (англ. Peter Antovszki). В отличие от саундтрека для Crysis, саундтрек дополнения отдельно не издавался.
В Crysis Warhead, как и в Crysis, используется интерактивная музыка, то есть саундтрек динамически изменяется во время игры в зависимости от игровых событий и скриптов. Как и ранее в Crysis, в Crysis Warhead разработчики не зашифровали музыку, а заархивировали её в отдельный ZIP-архив.

## Crysis Maximum Edition
Компания Electronic Arts, издатель всех игр серии Crysis, объявила о выходе издания Crysis Maximum Edition — сборника, который будет включать три игры: Crysis, Crysis Warhead и Crysis Wars. Начало продаж Crysis Maximum Edition было намечено на 10 марта 2009 года, но было перенесено на 5 мая 2009 года, о чём было извещено 12 марта. По сообщениям Electronic Arts, издание будет продаваться по стандартной цене одной игры.
5 мая 2009 года состоялся официальный выход сборника Crysis Maximum Edition. Сборник распространялся через сервисы цифровой дистрибуции (Steam, Direct2Drive, Direct.Cod и другие) и через розничную продажу (Amazon.com, GameStop и другие).

## Разработка и поддержка игры

### Этимология названия игры
Слова «crysis» в английском языке не существует. Однако оно ассоциируется со словом «crisis» — «кризис».
Исполнительный директор и основатель Crytek Джеват Ерли (англ. Cevat Yerli) в интервью с журналистами «Видеомании», видеоприложением российского журнала «Игромания», на вопрос о происхождении названия игры ответил следующее:
Мы с братьями решили, что в названии нашей второй игры обязательно должно содержаться «cry». Обязательно. Это вроде как наша торговая марка. Может, кому-то это покажется смешным, но игру Crytek всегда можно будет узнать по названию. Ну и вообще, к чему приводит вторжение пришельцев: к страху, ужасу, разрушениям. Как это назвать одним словом — кризис, отсюда — Crysis. Вообще-то название пришло в голову и нам, и работникам маркетингового отдела Electronic Arts, из-за этого мы даже хотели отказаться от названия, как от слишком очевидного, но потом подумали и решили, что лучшего именно нам для нового проекта не найти. Вообще, идеальное название, иначе как кризисом, творящимся в игре, не назовёшь.
Присутствие слова «Warhead» (рус. боеголовка) в названии Crysis Warhead связано с тем, что всю игру Псих преследует контейнер, в котором, как предполагалось в начале игры, находится ядерная боеголовка, предназначенная для уничтожения американского флота.

### Период разработки игры
3 марта 2008 года в United States Patent and Trademark Office (USPTO) компания Crytek зарегистрировала торговую марку Crysis Warhead, однако никаких пояснений и комментариев касательно торговой марки дано не было.
2 июня 2008 года Crytek выпустила первый ежемесячный отчёт Crysis Monthly Update #1, в котором официально заявила о прекращении разработки и отмене выпуска патча 1.3 для Crysis.
4 июня 2008 года на главном веб-сайте Crysis было размещено тизерное изображение (англ. teaser image) новой игры от Crytek — Crysis Warhead.
5 июня 2008 года игра была официально анонсирована на официальном сайте поддержки CryMod.com и на официальном сайте компании Crytek Вместе с анонсом появились первые новости касательно Crysis Warhead. Разработчики обещали в конце июня — начале июля опубликовать первые скриншоты и более детальную информацию о игре. Также разработчики объяснили, что причиной для прекращения работы над патчем 1.3 для Crysis является работа над Crysis Warhead.
В этот же день в интервью сайту EuroGamer исполнительный директор Crytek Джеват Ерли заявил, что Crysis Warhead является не второй частью трилогии, а самостоятельным дополнением к первой части.
17 июня 2008 года были опубликованы первые скриншоты игры Crysis Warhead.
В первой половине июня 2008 года журналисты журнала «Игромания» нанесли визит студии Crytek Budapest — будапештскому филиалу Crytek. Игромания выпустила 19 июня 2008 года короткое превью, а впоследствии в июльском номере журнала Игромания (№ 7/130 2008), а потом и на официальном сайте журнала появилась вторая обширная статья-предобзор игры Crysis Warhead. В этой статье авторы предположили, что главным конкурентом Crysis Warhead станет игра Call of Duty: World at War. Причём это будет даже не конкуренция отдельных игр, а конкуренция двух разных направлений в шутерах: рельсовая скриптовая игра с линейным геймплеем в виде Call of Duty: World at War и игра-песочница со свободным и открытым миром и «стихийным геймплеем» (англ. «emergent gameplay»).
25 июня 2008 года благодаря журналистам интернет-портала Tiscali Games стало известно несколько новых фактов относительно игры.
26 июня 2008 года вышел первый официальный видеоролик-тизер по игре длительностью 40 секунд и в HD-формате.
2 июля 2008 года на официальном сайте поддержки CryMod.com был опубликован второй ежемесячный отчёт Crysis Monthly Update #2, в котором Crytek бо́льшую часть отчёта выделила для Crysis Warhead, а не Crysis. Для свободного скачивания были выложены новые скриншоты и изображения в высоком качестве, тизерный видеоролик и некоторые другие материалы. Было подтверждено, что Crysis Warhead в качестве онлайновых сервисов будет поддерживать как GameSpy (который использовался в Crysis), так и Games for Windows — Live. Позднее, уже после выхода игры, оказалось, что служба Games for Windows — Live отсутствует в игре. Подтверждено, что Crytek Budapest будет полностью разрабатывать игру, Crytek лишь будет осуществлять техническую поддержку.
8 июля 2008 года разработчики Crysis Warhead в преддверии выставки E3, которая должна была пройти в Лос-Анджелесе, предоставили возможность журналисту сайта IGN Джейсону Окампо (англ. Jason Ocampo) поиграть в пре-альфа версию игры. Журналисту дали возможность поиграть на втором уровне игры — Shore Leave — и снять три видеоролика. Также разработчики сообщили цену игры, которая составляла $29,99 (приблизительно £15 на то время).
На выставке E3 2008, которая проходила с 15 по 17 июля 2008 года в Лос-Анджелесе, была представлена пре-альфа версия игры Было продемонстрировано 9 геймплейных видеороликов и 5 новых скриншотов. Также результатом выставки стало появление множества новых превью (предобзоров) от авторитетных игровых изданий: BigDownload, Gameshark, Gamespot (недоступная ссылка), Gamespy.
19 июля 2008 года открыт официальный сайт игры на сервере компании Electronic Arts. На сайте была предоставлена возможность подписаться на рассылку новостей о игре и сделать предварительный заказ игры за $29.95.
25 июля 2008 года крупнейший игровой портал IGN раздавал награды лучшим компьютерным играм, показанным на всемирной выставке E3 2008. Лучшим шутером от первого лица был выбран Crysis Warhead, которому была присуждена награда «Best First-Person Shooter». Помимо этого, Crysis Warhead получил ещё одну награду — «Лучшие графические технологии» (англ. Best Graphics Technology).

В этот же день, 25 июля, стало известно, что на мировой премьере Games Convention 2008 в Лейпциге посетители впервые будут иметь возможность поиграть в Crysis Warhead. Презентация игры проходила в кабине B02, зал 3. Посетители также имели возможность поиграть в мультиплеерный пакет Crysis Wars, который входит в поставку Crysis Warhead.
28 июля 2008 года немецкий игровой портал PC Games опубликовал 5 новых скриншотов игры, которые были сняты с первого уровня «Shore Leave». Данные скриншоты были сняты в очень большом разрешении — 3200x1800 пикселов.
31 июля 2008 года на официальном сайте поддержки CryMod.com был опубликован третий ежемесячный отчёт Crysis Monthly Update #3, который, как и Crysis Monthly Update #2, был полностью посвящён Crysis Warhead, а не Crysis. На этот раз разработчики поделились довольно значительным количеством фактов об игре. Стало известно, что главный менеджер по связях с общественностью Александр Маршалл (англ. Alexander Marschal) (ник: Cry-Alex) переходит в раздел геймдизайна, а новым менеджером становится 22-летний Эдди Дью (англ. Eddy Dew).

13 августа 2008 года на официальном сайте Crytek и на официальном сайте поддержки CryMod.com вышел документ «DEPLOYMENT DATE SET FOR CRYSIS WARHEAD», в котором приводилось много новых данных об игре. Были приведены даты выхода игры в Европе и Северной Америке: 12 и 16 сентября соответственно. Также, начиная с 13 августа, любой желающий мог оформить предзаказ на игру на сайте EA Store (www.eastore.com/crysiswarhead). Предзаказ стоил $24.95, что являлось на $5 дешевле по сравнению со стандартной ценой в $29.95. Также были оглашены возрастные рейтинги игры: ESRB (‘M’ for Mature) и PEGI (‘16+’). Появилась детальная информация о «Crysis Wars».

В этом же отчёте было сообщено о выходе второго официального трейлера для Crysis Warhead.
Также в этот день были официально оглашены минимальные системные требования игры.
C 21 по 24 августа в Лейпциге, Германия прошла ежегодная выставка Games Convention 2008, на которой присутствовала Crytek. На выставке было показано довольно много эксклюзивных материалов по игре, скриншотов и видеороликов. Однако самым значительным событием стал показ и раскрытие многих фактов о самостоятельной мультиплеерной игре Crysis Wars.
23 августа 2008 года игра отправилась в печать («на золото»).
27 августа 2008 года в Интернет попал вступительный ролик Crysis Warhead, который был снят на камеру на игровом мероприятии Games Convention в Лейпциге.
31 августа 2008 года на официальном сайте поддержки CryMod.com был опубликован четвёртый ежемесячный отчёт Crysis Monthly Update #4, который, как и последние несколько выпусков, был в основном посвящён Crysis Warhead. Также было предоставлено довольно много информации об игре Crysis Wars, об изменениях и улучшениях её по сравнению с мультиплеером в Crysis, а также детальная информация о нескольких картах. Разработчики просуммировали итоги выставки Games Convention. Кроме того, было объявлено о скором открытии нового официального сайта www.mycrysis.com, посвящённого вселенной Crysis и всем играм в этой серии. В отличие от CryMod, сайт ориентирован на игроков, а не моддеров. Также разработчики предоставили ссылки на ветки форумов на разных фанатских сайтах, которые содержат самую полную информацию о Crysis Warhead и Crysis Wars.

В конце августа 2008 сотрудники портала GameZone.com составили список самых ожидаемых игр осени, в который попали 10 игр. Crysis Warhead занял седьмое место.
4 сентября 2008 года на шоу «On the Spot» была продемонстрирована игра Crysis Warhead. Корреспонденты сайта GameSpot взяли интервью у продюсера Crytek Бернда Димера (англ. Bernd Diemer), а в это время демонстрировался ледяной уровень из игры, на котором игрок сражался с инопланетянами и корейскими солдатами.
8 сентября 2008 года компания Electronic Arts совместно с Microsoft сообщила о том, что 27 — 28 сентября 2008 года в московском игровом центре (ИЦ) «4GAME» планируется проведение фестиваля компьютерных игр «Games Fest». В рамках данного фестиваля прошли турниры по нескольким играм, в том числе и Crysis Warhead. По нему прошёл специальный турнир с призами от NVIDIA в виде новейших видеокарт.
10 сентября 2008 года журнал PC Zone (Future Publishing) опубликовал первую в мире рецензию (обзор) на Crysis Warhead. Игра получила оценку 92 % из 100 %.

В этот же день компания Electronic Arts опубликовала официальные рекомендуемые системные требования игры. Кроме того, появилось сообщение, что в продажу в розничные магазины поступит специфически настроенный компьютер стоимостью $700 (для рынка США). Система оснащена процессором Intel Core 2 Duo E7300 на частоте 2,66 ГГц, 2 Гб оперативной памяти и видеокартой NVIDIA GeForce 9800 GT. Разработчики уверяют, что этого достаточно, чтобы игра выдавала 30 fps (кадров в секунду) на высоких настройках качества.

12 сентября 2008 года запланированный выход игры в розничную продажу по неизвестным причинам не состоялся. Однако стало известно, что в этот день компании Crytek и Valve анонсировали своё решение о том, чтобы выпустить игры «Crysis» и «Crysis Warhead» (вместе с «Crysis Wars») через интернет-сервис цифровой дистрибуции Steam. Возможность предзаказа этих игр стала доступна в этот же день. Игры стали доступны для скачивания уже 18 сентября 2008 года. Цена на Crysis составляет $39.99, а на Crysis Warhead — $29.99.

16 сентября 2008 года компании Electronic Arts и Crytek сообщили, что в этот день игра Crysis Warhead отправилась к розничным продавцам в Северной Америке и Европе и будет доступна для продажи 18 сентября. В этот же день появится возможность скачать игру через сервис Steam. «Запуск Crysis Warhead отмечает существенную веху в истории всей семьи Crytek» — сказал по случаю этого события Джеват Ерли (англ. Cevat Yerli), исполнительный директор и основатель Crytek.

17 сентября 2008 года Electronic Arts и фирма московская фирма «1С» объявляют о заключении соглашения, целью которого является создание нового канала для дистрибуции игр ЕА на территории стран СНГ. Другим этапом сотрудничества Electronic Arts и «1С» является дистрибуция игр ЕА в экономичной упаковке (англ. CD jewel case — джевел) для платформы ПК в России. Electronic Arts планировала выпустить в джевелах на территории СНГ три новые игры для ПК, среди которых присутствует Crysis Warhead.

### Выход игры
18 сентября 2008 года игра Crysis Warhead стала доступна для розничной покупки, а также стала доступна для загрузки через интернет-сервис цифровой дистрибуции Steam. Для Steam игра поставляется вместе с такими языковыми пакетами: английский, немецкий, французский, испанский, итальянский, чешский, польский, русский, венгерский.
Локализацию игры на русский язык осуществляла компания Electronic Arts. Игра на территории России и стран СНГ распространяется двумя издателями — Софт Клаб и 1С. При этом Софт Клаб распространяет игру в стандартных упаковках, а 1С — в джевелах.

### Продажи игры
В отличие от Crysis, какая-нибудь конкретная информация о продажах игры Crysis Warhead для общественности неизвестна. Ни разработчик, ни издатель не сообщили, сколько было продано копий игры и окупилась ли её разработка. После выхода Crysis Warhead разработчики ни разу публично не комментировали её продажи, в отличие от Crysis. Результат продаж через Steam также неизвестен для общественности и прессы.
Единственным достоверным источником по продажам игры является авторитетное американское агентство NPD Group, которое последовательно предоставляло общественности рейтинги игр. Однако в отчётах NPD Group нет данных о количестве проданных копий игры; в них лишь приводится рейтинг продаваемости игры относительно других игр. Более того, отчёты NPD Group освещают ситуацию по продажам лишь на территории США и рейтинг строится лишь по ПК-играм (игры, являющиеся консольными эксклюзивами и консольные версии игр в данном рейтинге отсутствуют).
В сентябрьском чарте самых продаваемых игр для PC на территории США Crysis Warhead занял седьмое место В аналогичном октябрьском чате от NPD Group Crysis Warhead занял лишь четырнадцатое место..
Точная статистика рейтингов Crysis Warhead в категории «ПК-игры» по результатам NPD Group на территории США
- 14 — 20 сентября 2008 года — четвёртое место[148];
- 21 — 27 сентября 2008 года — четвёртое место[149];
- 28 сентября — 4 октября 2008 года — шестое место[150];
- 5 — 11 октября 2008 года — десятое место[151][152][153];
- 12 — 18 октября 2008 года — десятое место[154][155];
- 19 — 25 октября 2008 года — не попала в десятку[156][157];
- 25 — 29 октября 2008 года — десятое место[158][159];
- 29 октября — 2 ноября — четвёртое место[160][161];
- 2 — 8 ноября 2008 года — девятое место[162][163][164].

После 9 ноября Crysis Warhead больше не попадал в десятку самых продаваемых ПК-игр в 2008 году.
- 15 — 21 февраля 2009 года — десятое место[166][167][168][169].

За период с 13 по 19 октября 2008 года игра Crysis Warhead, согласно агентству GfK Australia, смогла занять третье место в десятке самых продаваемых ПК-игр на территории Австралии.
1 июня 2009 года, в преддверии выставки E3 2009, англоязычный сайт IGN взял интервью в Джевата Ерли касательно анонса Crysis 2, в котором также спросил Ерли о результате Crysis Warhead. «Warhead имел финансовый успех, Warhead имел успех у рецензентов, Warhead завоевал многочисленные награды», — ответил Ерли.
4 января 2011 года в Интернет попала презентация под названием «CryEngine 3 — The next generation of interactive entertainment and real-time 3D technologies» под авторством Авни Ерли и датированная 26 мая 2010 года. Данная презентация была предназначена для привлечения внимания потенциальных инвесторов к Crytek и содержала ранее неопубликованные финансовые данные компании. В частности, содержалась информация о суммарных продажах всех выпущенных к этому времени игр Crytek. Согласно данной презентации, на момент её публикации продажи Crysis Warhead превысили 1,5 миллиона копий по всему миру.

### Технические средства защиты авторских прав
Игра Crysis Warhead использует модифицированную версию программы SecuROM, которая является программой для защиты авторских прав (англ. Digital Rights Management — DRM). Эта программа используется для предотвращения создания нелегальных (пиратских) копий лицензионного диска и требует аутентификации после инсталляции игры, а также при использовании сетевых режимов игры. Подобно игре Spore, SecuROM позволяет установить игру лишь на ограниченное (5) число компьютеров Однако, несмотря на довольно высокие меры по защите игры, защита Crysis Warhead была взломана через несколько дней после её релиза..
29 декабря 2008 года неизвестными злоумышленниками была совершена акция по краже учётных записей для Steam у его пользователей, вследствие чего некоторые владельцы Crysis Warhead и Crysis Wars, играющие через Steam, потеряли контроль над своими учётными записями.
26 января 2009 года компания Crytek выпустила «DRM Revoke Tool» — программный инструмент, которой облегчает процесс повторной авторизации Crysis Warhead на компьютерах пользователей.

## Рецензии и награды
Поскольку Crysis Warhead является дополнением для Crysis, поэтому преимущественное большинство обозревателей не просто оценивало игру, а сравнивало её с оригиналом, отмечая изменения и нововведения. Кроме того, с Crysis Warhead в одной упаковке поставляется мультиплеерный компонент Crysis Wars, поэтому обозреватели рецензировали и оценивали их вместе.

### Рецензии игры в зарубежной прессе
| Сводный рейтинг       | Сводный рейтинг   |
| Агрегатор             | Оценка            |
| --------------------- | ----------------- |
| GameRankings          | 84,52 %           |
| Metacritic            | 84 % (55 обзоров) |
| MobyRank              | 86/100            |
| Иноязычные издания    |                   |
| Издание               | Оценка            |
| 1UP.com               | «B+»              |
| ActionTrip            | 8,3/10            |
| CVG                   | 9,2/10            |
| Edge                  | 80 %              |
| Eurogamer             | 9/10              |
| Game Informer         | 8,75/10           |
| GamePro               | 4,5/5             |
| GameRevolution        | B- (67 %)         |
| GameSpot              | 9/10              |
| GameSpy               | 3,5/5             |
| GameTrailers          | 8,4               |
| IGN                   | 9,4/10            |
| PC Gamer (UK)         | 60 %              |
| PC Zone               | 9,2/10            |
| X-Play                | 4/5               |
| Русскоязычные издания |                   |
| Издание               | Оценка            |
| 3DNews                | 7,5               |
| Absolute Games        | 70 %              |
| PlayGround.ru         | 8,6               |
| «Игромания»           | 8/10              |
| «Страна игр»          | 8/10              |

Первую в мире (10 сентября 2008 года) рецензию на игру Crysis Warhead дал журнал «PC Zone» (Future Publishing), который поставил игре оценку 92 % из 100 %, ровно столько же, сколько он дал оригинальной игре Crysis в 2007 году. По словам критика, «Crysis Warhead — это действительно самый взрывной и жаркий экшн, который был выпущен в текущем году»
.
Крупнейший ресурс, посвящённый индустрии развлечений, IGN, присудил игре 94 % из 100 %, ровно столько же, сколько он дал оригинальной игре Crysis раньше. Обозреватель заявил: «Crytek утверждает, что Crysis Warhead лучше оптимизирован, чем Crysis, и всё, что я испытал, подтверждает это. Фактически удивительно то, что Crysis Warhead не только лучше оптимизирован, чем Crysis, но он и выглядит лучше, чем Crysis».
Журнал EuroGamer, поставивший игре оценку 9 из 10 (как и ранее Crysis), заявил: «Предыдущие игры Crytek прояснили, что она знает технологии лучше остальных игр, но именно с выходом этого ответвления — Crysis Warhead — Crytek доказывает, что знает геймдизайн и дизайн уровней ничуть не хуже, чем технологии».
Игровой сайт 1UP.com 16 сентября 2008 года написал обзор игры Crysis Warhead и выставил ей оценку «B+» (из диапазона от «A+» до «F») — аналог 83 %. Журналист Терри Нгуен (англ. Thierry Nguyen), обозревавший игру, заявил, что игра — это «определённое улучшение оригинала, хотя всё ещё не без недостатков»
.
В своей видеоигровой передаче X-Play канал G4TV дал игре 4 с 5 баллов (Crysis получил 3 из 5 баллов). Обозреватели заявили: «Синглплеерный режим всё ещё оставляет желать лучшего, однако мультиплеерный режим определённо зарабатывает тот ценник за 30 долларов».
ActionTrip, популярный веб-сайт, посвящённый индустрии игр, выставил игре 8,3 балла из 10 (Crysis получил 9,1 балл). В качестве преимуществ были названы превосходный мультиплеер, захватывающая одиночная кампания, кинематографическая атмосфера и приятная цена игры. Негативно были отмечены всё ещё слишком высокие системные требования и ошибки искусственного интеллекта, оставшиеся ещё от Crysis. «Возможно, даже лучше, чем Crysis, — заявили обозреватели ActionTrip. — Для своей цены в 30 долларов (которая ниже, чем большинство сегодняшних игр) игра предлагает неотразимую одиночную кампанию, новое оружие, эмоциональное удовлетворение и довольно приятный мультиплеер».
Великобританская версия популярнейшего игрового журнала PC Gamer поставила игре довольно низкую оценку в 60 % (Crysis получил 92 %) и заявила об игре: «тень удивительного оригинала».
Известнейший игровой сайт GameSpot оценил игру в 90 %, что на 5 % меньше, чем у Crysis. В качестве позитивных сторон игры были отмечены интенсивный и сфокусированный геймплей, улучшенная и более оптимизированная графическая составляющая, улучшенный искусственный интеллект пришельцев, усовершенствованный мультиплеер, в котором добавился новый режим и карты. Отрицательно были отмечены более линейный геймплей и уровни, а также оставшиеся ещё с оригинала ошибки искусственного интеллекта. Вердикт обозревателей: «Crysis Warhead — это фантастическое самостоятельное дополнение к превосходному шутеру, и в эту игру должен играть каждый, кто любит игры с „пушками“».
Киберигровой ресурс GameSpy выставил игре оценку 3,5 из 5 баллов, что довольно мало, учитывая, что Crysis получил 4,5 из 5 баллов. Обозреватели заявили: «Crysis был фантастической игрой для ПК, и Crysis Warhead предлагает нам больше содержания с той же самой гениальной графикой. Если вы жаждете большего, то тяжело не купить эту игру с ценником в 30 долларов, — только не ожидайте от игры ничего революционного».
Портал GamePro выставил игре оценку 4,5 из 5 (Crysis получил 4,75). Обозреватели к преимуществам отнесли удивительно красивую графику и быстро изменяющийся захватывающий геймплей. К недостаткам были отнесены короткая продолжительность одиночной кампании и короткий сюжет.
Игровой портал GameTrailers оценил игру в 8.4 балла из 10-ти (Crysis получил 8.8 балла). Игра, кроме итоговой оценки, получила следующие подоценки: дизайн уровней — 8.2; сюжет — 7.3; геймплей — 8.4; представление — 9.3. «Crysis Warhead — бесспорно забавная и прекрасно выглядящая игра, которая включает существенный мультиплеерный компонент — и всё это за $30. Также она слишком коротка и имеет некоторые недостатки», — заявили рецензенты.
Известный игровой ресурс и журнал компьютерных игр Game Informer в своей рецензии на Crysis Warhead поставил игре оценку в 8,75 баллов из 10. Обозреватели положительно отозвались об графике и особенно об оптимизации графического движка, а также о геймплее, который стал более активным по сравнению с оригиналом. «Сюжет всё ещё является слабым, но экшн является более взрывным, чем когда-либо, новое оружие привносит хорошее развлечение в игру, а отсутствие секций с невесомостью является очень хорошей вещью. В то же время, геймплей в своей сути почти не изменился и часто становится таким же шаблонным, как и в оригинале. Crysis Warhead является хорошим способом развлечь себя на протяжении дюжины часов», — сделали вывод обозреватели.
Журналисты портала Game Revolution поставили игре оценку B-, которая является аналогом 67 %. Положительно была отмечена всё ещё хорошая графика, геймплей и улучшенный искусственный интеллект. Негативно были отмечены высокие системные требования, плохое управление судном на воздушной подушке и бессмысленный сюжет. Журналист, обозревавший игру, довольно негативно высказался о смене концепции геймплея: «Crysis был довольно открытой игрой со свободным перемещением, по крайней мере в течение первых двух третей игры. С другой же стороны, Crysis Warhead является довольно прямолинейной игрой, причём в некоторых моментах настолько линейной, что чувствовалась схожесть с Doom 3, а не с Crysis».

### Обзоры игры в русскоязычной прессе
Крупнейший и старейший российский игровой сайт Absolute Games 24 сентября 2008 года присвоил игре оценку 70 % из 100 % (статус «неплохо»), что существенно меньше, чем оригинальный Crysis (84 %). В рецензии обозреватель довольно негативно отозвался об игре, заявив: «Да и зачем вообще нужен этот аддон, кроме как для сбора денег с фанатов?». Также негативно была встречена мультиплеерная игра Crysis Wars. Обозреватели также заметили, что разработчики игры сделали переориентацию геймплея: «Дизайнеры променяли „песочницу“ на экшен, но не в силах предложить ничего нового тем, кто прошёл Crysis». Итого, вердикт обозревателей: «Качественно, зрелищно, бездушно. Только для самых ярых поклонников и любителей с комфортом сразиться по сети».

Дочерний ресурс iXBT.com, посвящённый играм — GameTech, стал вторым русскоязычным обозревателем, написавшем рецензию на Crysis Warhead (5 октября 2008 года). Обозреватели положительно отметили более разнообразные и быстро сменяющиеся по сравнению с оригиналом игровые локации, превосходную и улучшенную графику, музыкальное оформление, а также доработанное управление техникой. Негативно были отмечены: вторичная и неинтересная сюжетная линия, плохо настроенный физический движок, слабый искусственный интеллект противников и малое количество нововведений по сравнению с оригиналом. Обозреватели также отметили отказ разработчиков от свободного геймплея «В дополнении уровни представляют собой просторные коридоры, в результате чего так ценимый некоторыми игроками нелинейный подход к устранению противников, остался в стороне.». Вердикт обозревателей: 
Warhead получился отличным дополнением. <…> Несмотря на пустую сюжетную линию, пробежка по джунглям получилась весьма интересной, а приведённая в порядок техника только добавляет драйва. <…> Определённо шаг вперёд по сравнению с оригиналом.

Журнал «Игромания» в своей рецензии в октябрьском номере журнала № 10 (133) 2008 поставил игре оценку в 8 баллов из 10-ти со статусом «Отлично» (Crysis получил 9,8 баллов). Обозреватели оценили графику в 9 баллов, а геймплей, звук, музыку, интерфейс и управление в 8 баллов. Вердикт обозревателей: 
Одним словом, если судить Warhead исходя из задекларированных два месяца назад обещаний, то это провал. Другой вопрос, что за таким провалом в очередь должна выстроиться половина производителей современных шутеров. Потому что второй такой игры и второго такого разработчика на планете Земля на сегодня просто не существует.

Российский игровой журнал и ресурс «Страна Игр» поставил игре оценку 8 баллов из 10 (Crysis получил 9.5 баллов). Обозреватели проанализировали графику, с одной стороны обвинив разработчиков в отсутствии обещанных оптимизаций, а с другой — заявляя: «Всё ещё лучшая графика в мире». Позитивно были отмечены интересный дизайн уровней и свободный геймплей. К недостаткам игры, кроме отсутствия оптимизаций, обозреватели отнесли: скучный сюжет, который не раскрывает ни одного аспекта сюжета оригинального Crysis, короткую кампанию, малое количество нового оружия и врагов. Вердикт обозревателей: 
Короткое, но качественное дополнение к одному из лучших шутеров прошлой зимы. Сюжет получился довольно нудным, но геймплей сохранил очарование — драться снова приходится на больших открытых уровнях, где можно использовать все возможности нанокостюма. Хотя новая кампания нацелена на агрессивные и зрелищные бои, игра никогда не превращается в Call of Duty и всегда оставляет достаточно свободы действия. По-прежнему актуальна проблема с системными требованиями: движок разработчики почти не оптимизировали.
3DNews 10 октября 2008 года предоставил свой обзор на игру Crysis Warhead. Игра получила оценку в 7,5 баллов из 10. Обозреватели позитивно отметили графику, звук, качественный дизайн уровней, улучшенный искусственный интеллект как северокорейских солдат, так и пришельцев. «Именно таким должен был стать оригинальный Crysis. Авторы поработали над ошибками, исправили многочисленные недочёты и выпустили качественный проект. Warhead не предложит каких-то уникальных впечатлений и находок, но в нём есть всё, что должно быть в экшене с приличным бюджетом», — подвели итоги журналисты сайта.
PlayGround.ru 10 октября 2008 года написал обзор игры Crysis Warhead и оценил игру в 8,6 баллов из 10. Обозреватели положительно отметили графическое оформление игры, поставив ему оценку в 10 баллов («Графика, как и следовало ожидать, просто потрясающая. <…> Crysis не из тех игр, которые на „среднячке“ выглядят существенно хуже.»), звуковое оформление и саундтрек были оценены в 9 баллов («Заметно похорошел и саундтрек, здорово вдруг подчеркнувший атмосферу»). Геймплей был оценён в 7,5 балла, а интерфейс и управление — в 8 баллов. Однако обозреватели констатируют: «К сожалению, удалось далеко не всё».
Overclockers — русскоязычный сайт, посвящённый компьютерным технологиям и разгону компьютерных компонентов, 18 октября 2008 года опубликовал свою рецензию на игру Crysis Warhead. Обозреватели негативно отметили сюжет игры («А в сюжет лучше вообще не вникать, чтобы мозг не атрофировался») и графику: 
Уменьшена дальность прорисовки, причём это умело скрыто за эффектами изменения глубины резкости. <…> Детализация текстур значительно уменьшается с увеличением расстояния от нас. <…> Ранее движок более старательно прорисовывал детали дальнего плана.
Однако вердикт игры оказался положительным: «Warhead стал игрой, которую ожидали от оригинального Crysis. Больше динамики и меньше затянутых однотипных миссий. <…> Выйди таким динамичным Crysis, то он собрал бы множество лестных отзывов. <…> Так что всем любителям данного жанра рекомендуется к прохождению в обязательном порядке».

### Награды игры
Ещё до своего выхода игра Crysis Warhead завоевала две награды. 25 июля 2008 года крупнейший игровой портал IGN раздавал награды лучшим компьютерным играм, показанным на всемирной выставке E3 2008. Лучшим шутером от первого лица был выбран «Crysis Warhead», которому была присуждена награда «Best First-Person Shooter». Помимо этого, Crysis Warhead получил ещё одну награду — «Лучшие графические технологии» (англ. Best Graphics Technology). Обозреватели IGN отметили, что «даже спустя почти один год ни одна игра не приблизилась к Crysis по графике. Кроме Crysis Warhead». Также обозреватели отметили новую систему частиц, благодаря которой взрывы смотрятся много лучше, чем в оригинале.
3 декабря 2008 года компания Crytek в Эссене (англ. Essen), Германия выиграла 4 награды «Deutscher Entwicklerpreis 2008» (англ. „German Developer Awards“). Эту награду присуждают только немецким разработчикам компьютерных игр, которые создали выдающиеся игры и выпустили их не раньше 12 месяцев от момента награждения. Одной из этих наград была «Best In-Game Graphics» (рус. Лучшая внутриигровая графика), вручённая играм Crysis и Crysis Warhead.
22 декабря 2008 года на ежегодном вручении наград «IGN Best of 2008», которое проводится известнейшим игровым сайтом IGN, игре Crysis Warhead была присуждена награда «Лучшая графическая технология 2008» (англ. Best Graphics Technology Award of 2008). Кроме данной награды, Crysis Warhead номинировался на «Лучший шутер» (англ. Best Shooting Game).
31 декабря 2008 года на крупнейшем русскоязычном игровом сайте PlayGround.ru прошла ежегодная церемония «Итоги 2008-го года. Церемония награждения», в которой редакция и зарегистрированные пользователи сайта выбирали лучшие игры по жанрам и другим особенностям. Crysis Warhead получил награду «Графика года», которую ему единодушно присудили и редакция, и пользователи сайта. «Спорить с лидерством немецких программистов глупо и бессмысленно, это просто нужно принять как факт. И отдать им награду за лучшую графику на пару лет вперед», — добавили журналисты сайта.
При подведении итогов 2008 года по компьютерным играм известным российским новостным и информационным порталом CNews.ru игре Crysis Warhead была присуждена награда «Лучший шутер 2008 года».
31 декабря 2008 года всемирно известный англоязычный игровой сайт Voodoo Extreme 3D обнародовал список лучших компьютерных игр, выпущенных в течение 2008 года, и присудил им соответствующие награды. Crysis Warhead удостоился награды «Best Graphics» (рус. Лучшая графика).
Подводя итоги 2008 года, авторитетный сайт Gamasutra, посвящённый разработке компьютерных игр, предоставил игре Crysis Warhead 5 место в списке 15 лучших игр 2008 года. «Хотя Crysis Warhead сознательно отходит от открытости и нелинейности Crysis, он всё ещё предоставляет намного больше возможностей и свободы, чем все остальные современные рельсовые шутеры типа серий Half-Life или Call of Duty», — заявили обозреватели сайта.
19 января 2009 года всемирно известное Общество визуальных эффектов (англ. Visual Effects Society) объявило кандидатов на 7-ю ежегодную церемонию вручения наград «VES Awards», которые присуждаются различным категориям мультимедиа (кинофильмы, телепрограммы, реклама, компьютерные игры) за выдающиеся визуальные эффекты. Игра Crysis Warhead была номинирована в категории «Выдающаяся графика реального времени в компьютерных играх» (англ. “Outstanding Real Time Visuals in a Video Game”). Кроме неё, на эту награду были номинированы игры Dead Space и Need for Speed: Undercover. 21 февраля 2009 года Обществом визуальных эффектов игре Crysis Warhead была присуждена награда «Outstanding Real Time Visuals in a Video Game» (рус. Выдающаяся графика реального времени в компьютерной игре).